# Quique Sánchez Flores
Quique Flores, właśc. Enrique Sánchez Flores (ur. 5 lutego 1965 w Madrycie) – hiszpański piłkarz i trener piłkarski.

## Życiorys

### Kariera piłkarska
Urodził się w Madrycie, ale swoją karierę rozpoczynał w Valencii. Razem z klubem z Walencji spadł do drugiej ligi i znowu awansował do pierwszej. W 1994 roku Quique Flores przeszedł do Realu Madryt. W Madrycie szło mu dużo lepiej i w 1995 roku zdobył Mistrzostwo Hiszpanii. Po dwóch sezonach gry dla „Królewskich”, Quique Flores został sprzedany do Realu Saragossa, gdzie w 1997 roku zakończył karierę piłkarską. W reprezentacji wystąpił 15 razy. Brał udział w Mundialu w 1990.

### Kariera szkoleniowa
Po zakończeniu kariery piłkarskiej został trenerem Realu Madryt B, a w sezonie 2004/2005 prowadził beniaminka La Liga Getafe. Getafe zajęło 13. miejsce, a sam Quique Flores został trenerem Valencii CF. W pierwszym sezonie kierowania tym klubem zajął 4. miejsce w La Liga i awansował do Ligi Mistrzów. 30 października 2007 został odwołany z funkcji trenera Valencii i został zastąpiony przez Ronalda Koemana. 24 maja 2008 został szkoleniowcem SL Benfiki. Po zakończeniu sezonu 2008/2009 został zwolniony z powodu słabych wyników zespołu i zastąpiony przez Jorge Jesusa. 24 października 2009 zastąpił Abela Resino na stanowisku trenera Atlético Madryt. 12 maja 2010 pokonał wraz z Atlético w finale Ligi Europy zespół Fulham.

## Życie prywatne
Jest synem piosenkarki Carmen Flores, siostrzeńcem Loli, wujkiem aktorki Alby, a także bratem ciotecznym artystów flamenco Antonio, Lolity i Rosario.